# قره‌ولی (اردبیل)
قره‌ولی یک روستا در ایران است که در دهستان فولادلوی جنوبی بخش هیر شهرستان اردبیل واقع شده‌است. قره‌ولی ۴۱ نفر جمعیت دارد.